# Euphorbia fischeriana
Euphorbia fischeriana es una especie fanerógama perteneciente a la familia de las euforbiáceas.  Es originaria de Asia. 

## Descripción
Son hierbas, que alcanzan un tamaño de 15-45 cm de altura. Raíces cilíndricas, generalmente ramificadas, 20-30 × 4-6 cm. Tallo de 5-7 mm de espesor. Hojas alternas, estípulas ausentes;  láminas foliares más grandes hacia arriba,  oblongas, de 4-6.5 × 1-2 cm, base  subtruncada, ápice redondeado o acuminado; venas laterales discretas.  Ciatio sésil; involucro acampanado,   4 × 4-5 mm, blanco pubescente, lóbulos redondeados, blanco pubescente; glándulas 4, marrón pálido, redondeado. El fruto es una cápsula ovoide-globosa de 6 × 6-7 mm, blanco pilosa. Semillas comprimidas globosas, de 4 × 4 mm, gris-marrón, adaxialmente estriadas, estrías claras; carúncula presentes, sésiles. Fl. y fr. mayo-julio.

## Distribución y hábitat
Se encuentra en los pastizales, laderas de montañas bajas secas, en bosques de Pinus; a una altitud de 1-600 metros en Heilongjiang, Jilin, Liaoning, Mongolia Interior, Shandong (Laoshan, Yantai) Japón, Corea, Mongolia, Rusia (E Siberia, Lejano Oriente).

## Usos
La raíz se utiliza en la medicina tradicional china.

## Taxonomía
Euphorbia fischeriana fue descrita por Ernst Gottlieb von Steudel y publicado en Nomenclator Botanicus 1: 611. 1840.
Etimología
Euphorbia: nombre genérico que deriva del médico griego del rey Juba II de Mauritania (52 a 50 a. C. - 23), Euphorbus, en su honor – o en alusión a su gran vientre –  ya que usaba médicamente Euphorbia resinifera. En 1753 Carlos Linneo asignó el nombre a todo el género.
fischeriana: epíteto otorgado en honor del botánico ruso Friedrich Ernst Ludwig von Fischer (1782-1854), quien fue director del Jardín Botánico de San Petersburgo.
Sinonimia
- Euphorbia fischeriana f. glaberrima (Maxim.) Oudejans
- Euphorbia fischeriana var. pilosa (Regel) Kitag.
- Euphorbia lathyris Georgi
- Euphorbia pallasiana Turcz. ex Fisch. & C.A.Mey.
- Euphorbia pallasii Turcz. ex Ledeb.
- Euphorbia pallasii Turcz.
- Euphorbia pallasii var. glaberrima Maxim.
- Euphorbia pallasii f. glaberrima (Maxim.) Kitag.
- Euphorbia verticillata Fisch.
- Galarhoeus fischerianus (Steud.) Kitag.
- Galarhoeus pallasii (Turcz. ex Ledeb.) Hatus. ex Hurus.
- Tithymalus fischerianus (Steud.) Soják
- Tithymalus pallasii (Turcz. ex Ledeb.) Klotzsch & Garcke[5][6]